# The class the stars fell on
The class the stars fell on ('de klas waar de sterren op vielen') is de naam die wel gegeven wordt aan de lichting studenten die in 1915 afstudeerde aan de Amerikaanse militaire academie West Point.
Van de 164 afgestudeerden wisten er 59 (36%) een ster te bemachtigen (de rang van generaal in de Verenigde Staten). Dit is het hoogste aantal ooit behaald in de geschiedenis van de academie. Twee studenten wisten de op een na hoogste rang te halen in het Amerikaanse leger, die van vijfsterrengeneraal, oftewel General of the Army (General of the Armies is theoretisch het hoogst haalbare): Dwight D. Eisenhower en Omar Bradley. Verder waren er twee generaals (vier sterren), zeven luitenant-generaals (drie sterren), 24 generaal-majoors en 24 brigadegeneraals.
De klas die volgde op de lichting van 1915 was die van 1917, waarin van de 139 studenten er 43 een ster behaalden (31%). In deze klas zaten onder anderen Mark W. Clark en Matthew Ridgway (beiden vier sterren).

## Vijf sterren
- Dwight D. Eisenhower
- Omar Bradley

## Vier sterren
- James Van Fleet
- Joseph T. McNarney

## Drie sterren
- Henry Aurand
- Hubert R. Harmon
- Stafford LeRoy Irwin
- Thomas B. Larkin
- John W. Leonard
- George E. Stratemeyer
- Joseph M. Swing